# Belladonna coup
Belladonna coup, manewr brydżowy polegający na zagraniu blotki spod honoru stawiając jednego z przeciwników w sytuacji bez wyjścia – zdobywając tę lewę wyrabia on inną lewę rozgrywającemu, a przepuszczając ją pozbawia się możliwości ataku w innym kolorze, odmiana zagrania znanego jako "widelec Mortona".
Pochodzenie poniższego rozdania ilustrującego ten manewr nie jest do końca wyjaśnione, podobne rozdania opisywane zostało przez Victora Mollo w książce The Bridge Immortals i przypisane było włoskiemu arcymistrzowi Giorgiowi Belladonnie, który jednak twierdzi, że nie pamięta aby kiedykolwiek grał podobne rozdanie. Możliwe jest, że to rozdanie zostało ułożone przez Paula Lukacsa, jednego z najlepszych "konstruktorów" problemowych rozdań w brydżu.
|   |           | ♠     | 8 6 3     |   |         |
| ♥ | K 6       |       |           |   |         |
| ♦ | A K 5 3 2 |       |           |   |         |
| ♣ | K 6 4     |       |           |   |         |
| ♠ | K 7 2     | NW ES | NW ES     | ♠ | 10 4    |
| ♥ | Q 10 5 3  | NW ES | NW ES     | ♥ | A 9 7 4 |
| ♦ | 10 6      | NW ES | NW ES     | ♦ | Q J 8 7 |
| ♣ | 9 8 3 2   | NW ES | NW ES     | ♣ | J 10 5  |
|   |           | ♠     | A Q J 9 5 |   |         |
| ♥ | J 8 2     |       |           |   |         |
| ♦ | 9 4       |       |           |   |         |
| ♣ | A Q 7     |       |           |   |         |

S rozgrywa kontrakt 4 pik po wiście małym atutem do dziesiątki i waleta. Rozgrywający ma kilka możliwości zrealizowania kontraktu – może zagrać na szansę zastania asa kier przed królem (50%) lub dobrego podziału kar (podział 3-3 – 35%), kontrakt może także zostać zrealizowany (100%) bez względu na położenie asa kier i podział kar przy starannej rozgrywce. Rozgrywający przechodzi do dziadka królem karo i gra małego kier spod (!) króla kier stawiając przeciwników w sytuacji bez wyjścia:
- jeżeli gracz E weźmie tę lewę asem lub damą (jeżeli ją ma) to może co prawda bezpiecznie zagrać w piki ale rozgrywający wyrobi sobie lewę kierową i nie będzie już potrzebował przebitki w dziadku;
- jeżeli gracz W weźmie tę lewę na przykład damą to nie może ona zagrać atutu ponieważ da on w ten sposób rozgrywającemu lewę w tym kolorze i nie będzie on już potrzebował przebitki kier, a jeżeli zdecyduje się na kontynuację kierów do asa u partnera, to rozgrywający zawsze zdąży przebić jednego kiera w dziadku.